# Ren Pengnian

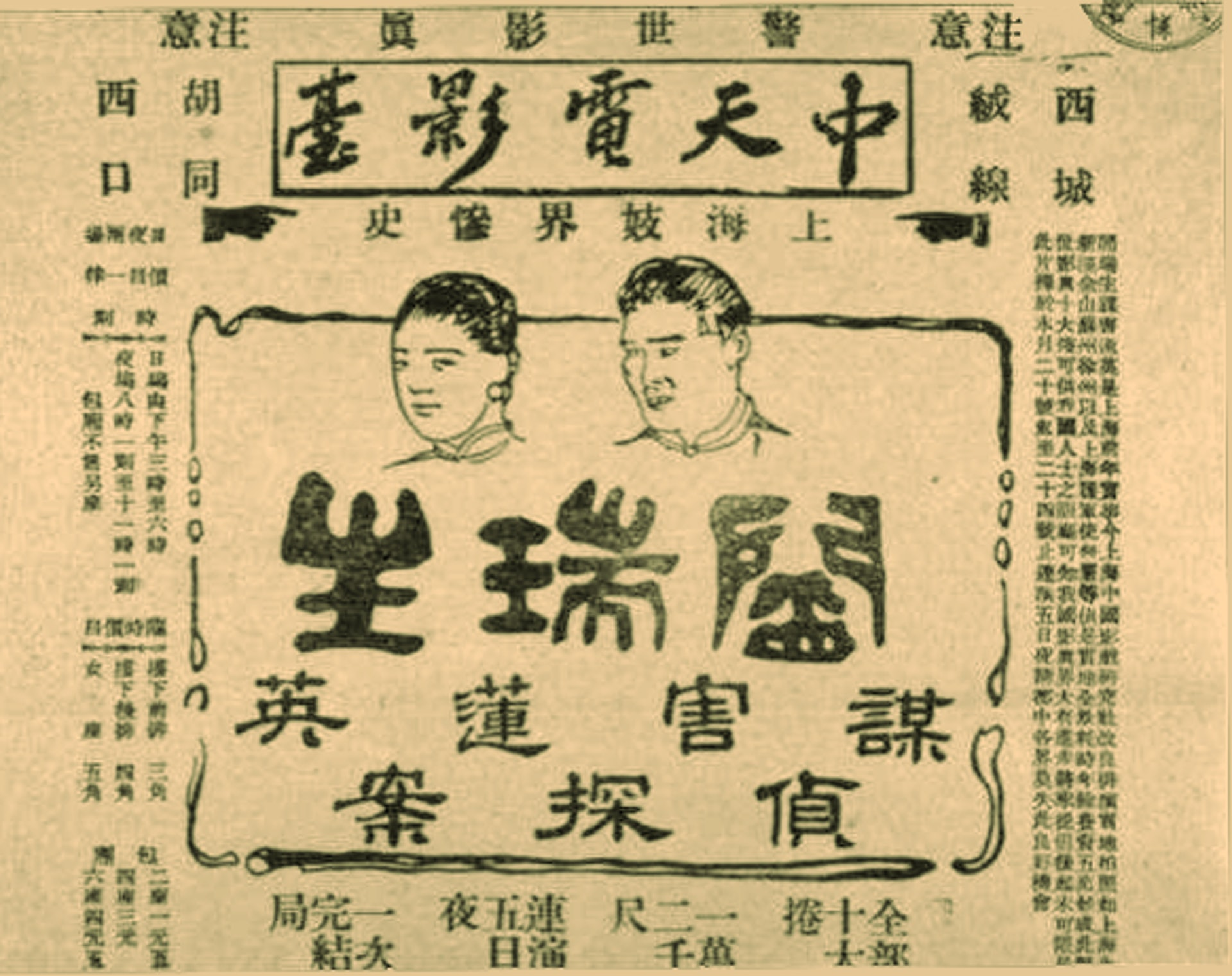
Anunci en un diari de la pel·lícula Yang Ruisheng de l'any 1921

Ren Pengnian (xinès simplificat: 任彭年) (Shanghai 1894 - 1968) Director de la primera generació del cinema de la Xina.

## Biografia
Ren Pengnian va néixer a Shanhgai el 1894. Va estudiar a la l'Anglo-Chinese Book Guild, i als 16 anys va entrar a treballar a la Shanghai Commercial Press.

#### Carrera cinematogràfica
El 1917, l’editorial Commercial Press (商务印书馆) de Shanghai va crear una divisió dedicada al cinema (Commercial Press Motion Picture Selection), que entre 1920 i 1927 va produir una trentena de documentals i vint pel·lícules d’opera i de ficció. A partir de 1919, va créixer gràcies a l'arribada d'un equip de cineastes de la companyia nord-americana Universal Pictures. Filmen molts exteriors i després al marxar van cedir el seu equipament a l’editorial que construeix un nou estudi i roda una pel·lícula sobre l'art de l'actor i cantant especialitzat en papers femenins, Mei Lanfang (梅兰芳).
A Commercial Press es on Ren va iniciar la seva dilatada carrera amb el primer llargmetratge de la companyia, Yan Ruisheng (閻瑞生) estrenat el 1921, que era un “docudrama” sobre l'assassinat d'una cortesana de Shanghai, amb una durada de 60 minuts i protagonitzada per Chen Shouzi, Peng Chao. En el seu moment el film va ser prohibit per la censura.
El 1926 va fundar la Orient Film Company, per dirigir "La dona del treballador" i el 1928 els estudis Bright Moon, on va dirigir la seva sèrie de 13 parts A Warrior of the Northeast.
Se l'ha considerat un dels primers directors xinesos que va fer pel·lícules de l'estil wuxia.
Va morir el 23 de febrer de 1968.

## Filmografia destacada
| Any  | Títol xinès          | Títol anglès                                         |
| ---- | -------------------- | ---------------------------------------------------- |
| 1921 | 閻瑞生               | Yan Ruisheng                                         |
| 1925 | 杜鵑血淚             | Misfortune in the Realm of Love / A Fatal Lover/     |
| 1926 |                      | A Workman's Wife                                     |
| 1927 | 紅樓夢               | The Dream of Red Mansions                            |
| 1928 | 關東大俠             | A Warrior of the Northeast                           |
| 1933 | 大丈夫               | A Real Man                                           |
| 1933 | 她的心               | Her Heart                                            |
| 1933 | 圖中秘密             | Secret in the Picture                                |
| 1933 | 惡鄰                 | Evil Neighbour / Greedy Neighbours                   |
| 1934 | 幕中人               | The Person in the Curtains                           |
| 1935 | 昏狂                 | Mad Faint o Dazed and Crazy                          |
| 1940 | 怪俠一枝梅           | The Fantastic Knight                                 |
| 1940 | 插翼虎               | The Flying Tiger                                     |
| 1941 | 女鏢師               | The Woman Guard                                      |
| 1941 | 永春三娘             | The Lady in Combat (1941)                            |
| 1947 | 76號女間諜           | Female Spy 76                                        |
| 1948 | 諜網恩仇             | Behind the Secret Agents' World                      |
| 1948 | 女勇士               | The Heroine                                          |
| 1949 | 女鏢師三戰神鞭俠     | The Female Warriors' Three Battles with Miracle Whip |
| 1956 | 永春三娘與洪熙官     | Hong Xiguan and Third Madam of Yongchun              |
| 1959 | 黃飛鴻夫妻除三害     | How Oriole the Heroine Caught the Murderer           |
| 1960 | 秘密三女探           | Wong An Vs. the Flying Tigers                        |
| 1961 | 崑崙三女俠夜盜香魂帕 | Nocturnal Mission of Three Kunlun Swordswomen        |
| 1962 | 蛇女飛魔             | The Snake-girl and the Flying Monster                |
| 1963 | 雌虎鬧京華(上集)     | The Tigress' Adventures in the Capital (Part 1)      |